# Troféu do Algarve
O Troféu do Algarve, também chamado de Torneio do Algarve e anteriormente chamado de Torneio do Guadiana até 2013, é um torneio de futebol amigável de pré-temporada jogado em Portugal, apesar de uma das edições foi jogada na Espanha. O Benfica é a equipa mais bem sucedida no torneio, tendo ganho 9 troféus em 14 participações.

## Torneios
| Ano                 | 1º                   | 2º                  | 3º                  | 4º                  |
| Torneio do Guadiana | Torneio do Guadiana  | Torneio do Guadiana | Torneio do Guadiana | Torneio do Guadiana |
| ------------------- | -------------------- | ------------------- | ------------------- | ------------------- |
| 2001                | Vitória de Guimarães | Farense             | Sevilha             | —                   |
| 2002                | Benfica              | Vitória de Setúbal  | —                   | —                   |
| 2003                | Belenenses           | Benfica             | —                   | —                   |
| 2004                | Real Betis           | Benfica             | —                   | —                   |
| 2005                | Sporting             | Vitória de Setúbal  | Middlesbrough       | Real Betis          |
| 2006                | Sporting             | Deportivo La Coruña | Benfica             | —                   |
| 2007                | Benfica              | Real Betis          | Sporting            | —                   |
| 2008                | Sporting             | Blackburn Rovers    | Benfica             | —                   |
| 2009                | Benfica              | Olhanense           | Anderlecht          | Athletic Bilbao     |
| 2010                | Benfica              | Aston Villa         | Feyenoord           | —                   |
| 2011                | Benfica              | Anderlecht          | Paris Saint-Germain | —                   |
| 2012                | Newcastle United     | Olympiacos          | Braga               | —                   |
| 2013                | Braga                | West Ham United     | Sporting            | —                   |
| Troféu do Algarve   |                      |                     |                     |                     |
| 2016                | Benfica              | Vitória de Setúbal  | Derby County        | —                   |
| 2017                | Benfica              | Real Betis          | —                   | —                   |
| 2018                | Lille                | Porto               | Everton             | —                   |
| 2022                | Benfica              | Fulham              | Nice                | —                   |
| 2023                | Benfica              | Celta de Vigo       | Al-Nassr            | —                   |
| 2024                | Fulham               | Benfica             | —                   | —                   |

## 2022[2]
| 15 de julho de 2022                       | Benfica                               | 3 – 0 (5 - 4 pen.)                            | Nice | Faro/Loulé, Portugal                                              |  |
| 21:00                                     | Rafa 7' · Otamendi 13' · Gilberto 36' |                                               |      | Estádio: Estádio Algarve Público: 30 305 Árbitro: Hélder Malheiro |  |
|                                           |                                       | Penalidades                                   |      |                                                                   |  |
| Yaremchuk Gil Dias Silva Vertonghen Pizzi |                                       | Claude-Maurice Trouillet Lotomba Brahimi Atal |      |                                                                   |  |

| 16 de julho de 2022                    | Nice | 0 – 2 (2 - 3 pen.)                | Fulham                              | Faro/Loulé, Portugal                              |  |
| 20:15                                  |      |                                   | Kebano 42' (pen) · Wilson 84' (pen) | Estádio: Estádio Algarve Árbitro: Hélder Carvalho |  |
|                                        |      | Penalidades                       |                                     |                                                   |  |
| Rosario Melvin Bard Mendy Gouiri Dante |      | Wilson Pereira Tiéhi Bryan Jasper |                                     |                                                   |  |

| 17 de julho de 2022 | Benfica                                              | 5 – 1 | Fulham       | Faro/Loulé, Portugal                                           |  |
| 20:15               | Rafa 3' · Ramos 21' 29' · Yaremchuk 57' · Araújo 64' |       | Mitrović 61' | Estádio: Estádio Algarve Público: 13 000 Árbitro: Nuno Almeida |  |

## 2023[3]
| 17 de julho de 2023 | Celta de Vigo                                                                   | 5 – 0 | Al-Nassr | Faro/Loulé, Portugal                            |  |
| 20:30               | Gael Alonso 57' · Miguel Rodríguez Vidal 61' 70' · JØrgen Strand Larsen 72' 74' |       |          | Estádio: Estádio Algarve Árbitro: António Nobre |  |

| 20 de julho de 2023                        | Al-Nassr              | 1 – 4 (5 - 5 pen.)                               | Benfica                                                | Faro/Loulé, Portugal                                    |  |
| 20:30                                      | Khalid Al-Ghannam 42' | Relatório                                        | Di Maria 23' · Gonçalo Ramos 31' 39' · Schjelderup 68' | Estádio: Estádio Algarve Árbitro: Flávio Azevedo Duarte |  |
|                                            |                       | Penalidades                                      |                                                        |                                                         |  |
| Brozović Ghareeb Al-Ghannam Lajami Talisca |                       | João Mário Chiquinho Aursnes Tomás Araújo Ristić |                                                        |                                                         |  |

| 21 de julho de 2023 | Celta de Vigo | 0 – 2 | Benfica                          | Faro/Loulé, Portugal     |  |
| 20:30               |               |       | Di Maria 90' (pen.) · Musa 90+1' | Estádio: Estádio Algarve |  |

## Número de vitórias
| Clube | Vitória(s) | Vice(s) |
| --- | ---------- | ------- |
| Benfica | 9          | 2       |
| Sporting | 3          | 0       |
| Real Betis | 1          | 2       |
| Fulham | 1          | 1       |
| Vitória de Guimarães Belenenses Newcastle United Braga                                                                       | 1          | 0       |
| Vitória de Setúbal | 0          | 3       |
| Farense Deportivo La Coruña Blackburn Rovers Olhanense Aston Villa Anderlecht Olympiacos West Ham United Porto Celta de Vigo | 0          | 1       |